# Geschichte der Strumpfwirkmaschine
Die Geschichte der Strumpfwirkmaschine begann mit der Erfindung mechanisch betriebener Wirkmaschinen im späten 17. Jahrhundert, mit denen neben Strümpfen auch andere Gewirke hergestellt wurden. In Westeuropa sind seit 1815 verschiedene Konstruktionen im Einsatz.

## Überblick
Das althergebrachte Knüpfen in Fadenbindung ist sehr aufwendige Handarbeit. Mit einer Nadel werden maximal armlange abgeschnittene Garnstücke verknotet. Dann wird der nächste Faden angezwirnt und eingefädelt. Eine Automatisierung ist wegen der Fadenstücke sehr aufwendige Roboterprogrammierung und sehr störungsanfällig. Ansätze, das Stricken und Wirken mit Endlosgarn zu automatisieren, waren schon 1598 erfolgreich: William Lee baute die ersten Handkulierstuhl, der zum Vorläufer der Kulierwirkmaschinen wurde.
Auf dieser Maschine werden, im Gegensatz zum Stricken von Hand, alle neben einander liegenden Maschen gleichzeitig erzeugt. Dazu ist eine Vielzahl von nebeneinander angeordneten und mit einem Haken versehenen Nadeln nötig. Es entsteht ein einheitliches, flächiges Werkstück, an dem Formen mit Maschen, welche am Rand hinzu- oder weggenommen werden, erzeugt werden. Im Anschluss wurde aus dem flachen Stoffstück noch ein Schlauch genäht. Von dieser Methode der Strumpfherstellung kommt auch die bei Damenstrümpfen die heute als modische Ziernaht ausgeführte Strumpfnaht.
Nach dem Edikt von Fontainebleau, das die Gleichberechtigung der Hugenotten mit den Katholiken im Königreich Frankreich rückgängig machte, flüchteten die protestantischen Wirker samt ihren Werkzeugen. Wenige Jahre nach ihrer Einwanderung wurde das in Frankreich erlernte Strumpfwirkerhandwerk in den Waldenserorten in Württemberg ausgebaut, so in der „welschen“ Kolonie „Le Bourcet“ (Neuhengstett) im Schwarzwald. Herzog Carl Eugen ließ 1786 zur Förderung der Viehzucht in Württemberg 104 spanische und französische Merinoschafe mit Zaupelschafen kreuzen. Somit isolierte die Wolle zur Strumpfherstellung von den heimischen Landschafen besser.

## Württemberg

### Rundwirkmaschinen seit 1836

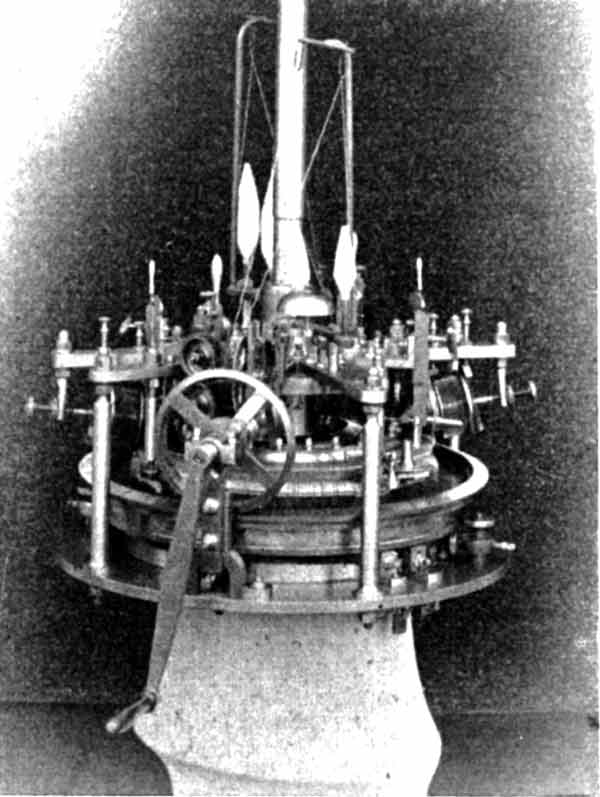
Rundwirkmaschine mit Kurbel-Handantrieb, Fouquet & Frauz, Rottenburg, um 1875

Die Strumpfwirkerei, während des ganzen 18. Jahrhunderts ein blühendes Gewerbe auf der Westalb, geriet zu Beginn des 19. Jahrhunderts in eine tiefe Krise. Johannes Maute (1806–1882) brachte für die Strumpfwirkerei 1836 aus Mons in Belgien den ersten Rundstuhl mit, den er technisch verbesserte und von dem noch zwölf weitere nachgebaut wurden. Noch heute gibt es im Ebinger und Heuberger Dialekt die Anmerkung nach Planänderungen: So wie der Maute es haben will.
Dies war ohne Zweifel der Beginn der Rundstuhlfabrikation in Deutschland, die aber schon bald auf die Firmen Terrot und Fouquet überging. Maute und dem Ebinger Schlossermeister Binder, der aus Zeulenroda 1839 einen Rundstuhl von der Zentralstelle erhielt, gelang eine weitere Optimierung.
Eine Quelle ist der Ehevertrag von 1840: Dort werden beim Inventar die eisernen Maschinen mit 50,88,50 und 60 Gulden bewertet. Wie das Verzeichnis seiner Außenstände belegt, vertrieb Mauthe seine Waren überall im süddeutschen Sprachraum. Seine Geschäftsbeziehungen reichten von Karlsruhe und Mannheim im Norden bis nach Luzern, Basel, St. Gallen und Graubünden im Süden; New York
Ihre Brauchbarkeit ließ aber noch zu wünschen übrig. Der Stuttgarter Textilfabrikant Wilhelm Benger kaufte mit Vermittlung der Zentralstelle einen solchen Apparat aus Ebingen. Die Maschine war so kompliziert, dass der sonst als gutmütig geschilderte Benger nicht selten die Geduld verlor und sie am liebsten zertrümmert hätte.
Als es zwei Ebinger Schlossern gelang, verbesserte Stühle zu entwickeln, nahm die Strumpfwirkerei einen raschen Aufschwung.
80 Nadeln stehen im Zylinder. Mit der Handkurbel wird ein Gang mit 80 Maschen Schlauch für einen Strumpf pro Umdrehung gefertigt. 1846 steigen die Steuerabgaben in der Firma Maute in Ebingen stark an, 1852 sind die Rundstühle so weit ausgereift, dass auch ohne die Erbauer mit angelerntem Wartungspersonal praktisch störungsfrei gefertigt werden kann.
Im Jahre 1851 ist Sonntagsarbeit in den Fabriken belegt. Näherinnen und Strumpfweber arbeiten nicht gegen Lohn. Lieferung von Arbeitsgerät wie auch Rohmaterial auf Darlehensbasis und Kauf des Fertigprodukts zu einem äußerst niedrigen Preis, wobei die Ratenzahlungen des Darlehens verrechnet werden.
Strumpfwirker auf dem Heuberg und Tailfingen vermarkteten ihre Waren meist über Hausierer. Sehr erfolgreich waren diese in den Streusiedlungsgebieten Oberschwabens, der Schweiz und im Schwarzwald. Um 1900 erzielen 700 Hausierer aus dem Killertal noch 300.000 Goldmark Umsatz. Von 1900 bis 1958 sank der Anteil der Hausierer im Killertal von 23,6 auf 2,5 Prozent der Einwohnerzahl. Ihre Sprache ist Pleißne. Auch Frauen übten diese Tätigkeit aus.

### Weitere Entwicklungen
Diese Apparate waren noch vor dem Zweiten Weltkrieg zu kleinen automatisierten Maschinen mit Zungennadeln weiterentwickelt worden. Der Vorteil lag in der kreisenden Bewegung des Zylinders, gegenüber der schwer zu bewegenden Masse einer Cottonmaschine.

## England
Erste englische Strumpffabriken mit Strumpfwirkmaschinen wurden 1853 und 1854 gegründet.
1857 entwickelte Arthur Paget in Loughborough für die um die Existenz ringenden Wirker einen selbsttätigen Wirkstuhl. Er war der „Nachfahre“ des Handkulierstuhls, den William Lee aus Calverton nahe Nottingham 1589 erfand. Er erfand auch die zu kleinen Häkchen umgeformten Nadelspitzen zur Fadenaufnahme. Der Handkulierstuhl konnte nur einen Strumpf zu gleicher Zeit herstellen, strickte jedoch bereits sechsmal schneller, als dies per Hand geschehen konnte. Der neue Wirkstuhl sollte die Besitzer in den Stand versetzen, sich gegen Konkurrenten aus England durchzusetzen. Der Paget-Stuhl wurde mit Hilfe einer Kurbel betrieben. Auf den ersten Paget-Stühlen konnte auch nur ein Strumpf gefertigt werden. Die Stärke des Paget-Systems lag jedoch in der Arbeitsteilung. Dadurch ließ sich die Fabrikation regulär gewirkter Strümpfe wesentlich verbilligen.
C. G. Mosig verbesserte 1869 die mit Wasser- bzw. Dampfkraft angetriebenen Paget-Stühle durch die gleichzeitige Herstellung von bis zu vier gewirkten Strümpfen. Obwohl sie effizient arbeiteten, waren sie kompliziert bei der Einrichtung und der Bedienung. Weitere Verbesserungen erfolgten durch den Franzosen Linard Hubert 1868. Er führte die „französische Minderung“ (Verjüngung) ein – der Fußteil konnte nun automatisch mit hergestellt werden. Bis weit in die 1950er Jahre findet man Feinstrümpfe und Cottonstrümpfe, die derart gemindert wurden.
1875 erhielt die Firma Brauer und Ludwig in Chemnitz Patente zur Erzeugung vielfarbiger Ringel- und einfacher Pressmuster. 1875 erhielt der Fabrikant Poron Frères in Troyes ein Patent zur Herstellung von gerippten Strümpfen mit so genannten Patenträndern. 1860–1864 konstruierte William Cotton (England) die Cottonmaschine und erhielt auf seine Wirkmaschine mit senkrechter Nadelbarre und Kraftantrieb ein Patent. Die Erfindung der Cottonmaschine war von weittragender Bedeutung für den Großbetrieb, da auf ihr gleichzeitig bis zu 36 Strumpflängen selbsttätig mindernd (d. h. inklusive Fußteil) hergestellt werden konnten und sie sich somit für die Massenproduktion eignete.
1922 wurde eine Einrichtung und ein Verfahren zum Einlegen eines Gummifadens in Ränderwirkware geschaffen. 1925 wurde von der Firma Hilscher in Chemnitz die Flach-Ränder-Maschine zur Herstellung gerippter Bänder für gerippte (rechte und linke Maschen im Wechsel) Strumpfwaren hergestellt. Derart hergestellte Waren haben eine große Querelastizität und lassen sich je nach Machart bis zu 100 % dehnen. 1927 wurde von der Société Générale de Bonneterie in Troyes eine Vorrichtung zur Herstellung gerippter Strümpfe auf Cottonmaschinen erfunden. 1938 war auf den Cottonmaschinen mit dem mechanischen Aufdecken von Platinenmaschen die Herstellung komplizierter und feiner Strukturmuster, so genannter Ananasmuster, möglich geworden.
Mit dem Aufkommen vollautomatischer Rundstrickmaschinen zur Herstellung von nahtlosen Damen-Feinstrümpfen um 1952 wurden die bislang zur Feinstrumpfherstellung verwendeten Cottonmaschinen allmählich ersetzt. Flachwirkmaschinen spielen für andere Gewebe (Bettlaken bis Gazegewirke) auch heute eine große Rolle.
Die durch die Rundwirkmaschinen nahtlosen Feinstrümpfe waren längere Zeit ein Zeichen für Wohlhabenheit bei den Damen der Gesellschaft, mit denen diese sich gern vom „gemeinen Volk“ abhoben, die sich rundgestrickte Feinstrickstrümpfe oft nicht leisten konnten.
Heute sind Flach- und Rundstrickgewirke in der Bestrumpfung (Kompressionsstrümpfe, Kompressionsbekleidung) im Gesundheitsbereich von großer Bedeutung. Hier werden teils einzeln auf Maß angefertigte Bestrumpfungen als Hilfsmittel bei Venen- und/oder Herzleistungsschwäche sowie nach Brandverletzungen zur Narbenkompression mit Erfolg eingesetzt.

## Strumpffabriken

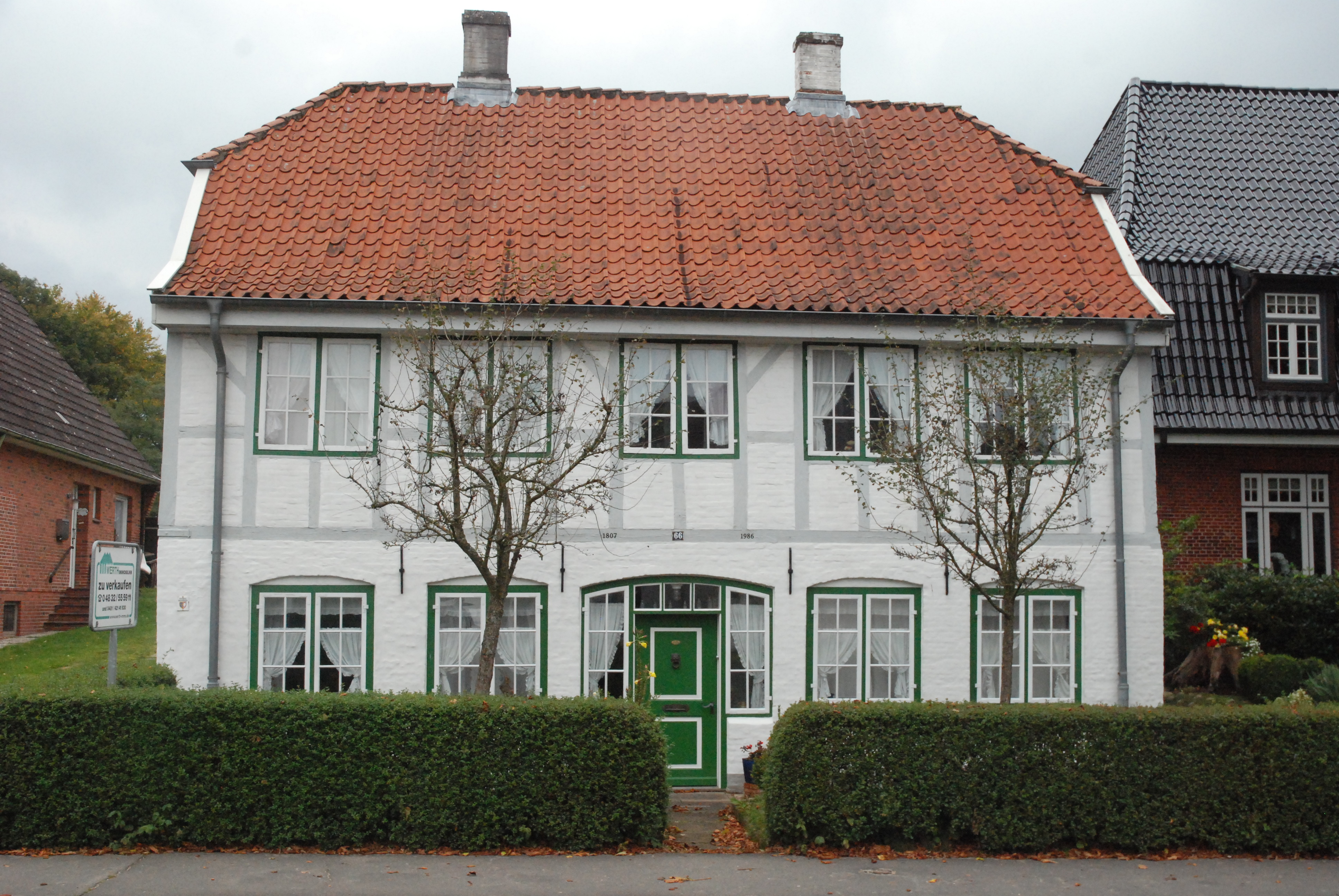
Ehemalige Strumpfwirkerei (ca. 1807–1815) in Hanerau-Hademarschen, Mannhardtstraße 66, heute Wohnhaus und Kulturdenkmal

Historische Strumpffabriken waren u. a.
- Strumpffabrik Poneggen
- Strumpffabrik Schleusingen
- Hudson Strumpffabrik
- ARWA
- Falke (Unternehmen)
- Strumpfwirkerei in Hanerau, Mannhardtstraße 66 (gegründet von Johann Wilhelm Mannhardt, gebürtig in Kleinheppach, Herzogtum  Württemberg)